# Armoriale dei comuni della provincia di Sondrio

Stemma della Provincia di Sondrio

Questa pagina contiene le armi (stemmi e blasonature) dei comuni della provincia di Sondrio.
| Stemma                                                     | Comune e blasonatura | Gonfalone |
| ---------------------------------------------------------- | --- | --------- |
|                                                            | Albaredo per San Marco Raffigura nel riquadro in alto a sinistra il "Cippo di Passo S. Marco" su sfondo argento, nel riquadro in alto a destra una baita di pastori ed un abete su sfondo argento, e nella metà inferiore il "Leone di S. Marco" su sfondo porpora. Lo stemma è, infine, sormontato da una corona argentata con riflessi color porpora. (descrizione non araldica) |           |
|                                                            | Albosaggia Di rosso, alla campana d'argento, battagliata di nero, riunita di corona costituita da due delfini uniti con le pinne caudali, accompagnata in punta da due spade in decusse d'argento, guarnite d'oro e alla base due ramoscelli. Ornamenti esteriori da Comune. D.P.R. n. 4073 del 24 novembre 1983 Gonfalone: Drappo partito di bianco e di rosso riccamente ornato di ricami d'argento e caricato dello stemma comunale con la iscrizione centrata in argento: Comune di Albosaggia. Le parti di metallo ed i cordoni saranno argentati. L'asta verticale sarà ricoperta di velluto dei colori del drappo, alternati, con bullette argentate poste a spirale. Nella freccia sarà rappresentato lo stemma dei Comune e sul gambo inciso il nome. Cravatta con nastri tricolorati dai colori nazionali frangiati d'argento. D.P.R. n. 4073 del 24 novembre 1983 |           |
|                                                            | Andalo Valtellino Palato d'oro e di rosso, alla sbarra d'azzurro, caricata al centro di un riccio di castagno aperto e fruttifero al naturale. Ornamenti esteriori da Comune. |           |
|                                                            | Aprica Campo di cielo, alla catena di montagne al naturale di cinque vette, fondata su una campagna erbosa di verde e accompagnata in capo da una stella alpina al naturale, posta in palo. Ornamenti esteriori da Comune. D.P.R. 22 marzo 1963 |           |
|                                                            | Ardenno Semitroncato, partito: nel primo, d'oro, all'aquila di nero, coronata all'antica del campo; nel secondo, di verde, alla banda d'azzurro; nel terzo, d'argento, al Biscione visconteo al naturale, ondeggiante in palo, coronato all'antica d'oro, ingollante per metà un putto ignudo di carnagione, posto in fascia e in maestà, crinito di nero, con le braccia aperte. Ornamenti esteriori da Comune. |           |
|                                                            | Bema D'azzurro, all'aquila d'oro, posta sulla cima di un monte al naturale, e accompagnata ai lati da due stelle d'argento a cinque punte. Ornamenti esteriori da Comune. R.D. 3 agosto 1930 |           |
|                                                            | Berbenno di Valtellina Partito d'azzurro: nel primo, alla rupe scoscesa di verde, sormontata da una stella d'argento; nel secondo, alla chiesa vista in prospettiva d'argento con la facciata e il campanile a sinistra, sormontata da una stella similare; l'insieme è fondato sulla campagna di verde; al capo appuntato e ritondato d'argento, carico di una colomba sorante d'azzurro. Ornamenti esteriori da Comune. |           |
|                                                            | Bianzone Semitroncato partito: nel primo, di verde alla lettera maiuscola B, d'oro; nel secondo, d'oro al grappolo d'uva, di rosso, pampinoso di due, di verde, unito al tralcio al naturale, posto in fascia; nel terzo, d'azzurro, al campanile della chiesa di San Siro in Bianzone, d'argento, munito di due trifore, tre bifore ed una finestrella rettangolare, ordinate in palo, di nero, fondato in punta. Ornamenti esteriori da Comune. Gonfalone: Drappo partito d'azzurro e di rosso… D.P.R. 14 febbraio 2008 |           |
|                                                            | Bormio Di rosso alla croce d'argento. Corona comitale. Abbreviatura: CO(munitas) BU(rmi). |           |
|                                                            | Buglio in Monte D'azzurro al cervo d'oro, attraversante la banda diminuita d'argento, fermo sul masso trapezoidale di verde, fondato in pianta. Ornamenti esteriori da Comune. |           |
|                                                            | Caiolo Partito: nel primo, di rosso, alla figura di San Vittore, in maestà, aureolato, vestito con la corta tunica, la lorica, il mantello, le calighe ai piedi, impugnante con la mano destra il gladio con la punta all'insù, con la mano sinistra la palma del martirio, gladio e palma in palo, il tutto d'oro; il secondo, fasciato di nero e d'oro, la seconda fascia alle due stelle di sei raggi, di nero, la quinta alle due simili stelle, d'oro. Ornamenti esteriori da Comune. Gonfalone: Drappo partito di nero e di giallo… D.P.R. 4 aprile 2007 |           |
|                                                            | Campodolcino Fasciato di quattro pezzi di nero, di verde, di rosso e d'oro; allo scudetto sul tutto con la raffigurazione del ponte di Campodolcino, al naturale. Ornamenti esteriori da Comune. |           |
|                                                            | Caspoggio Gonfalone: Drappo troncato di rosso e di bianco… |           |
| Stemma utilizzato dal Comune nelle comunicazioni ufficiali | Castello dell'Acqua Campo di cielo, al castello d'argento, murato di nero, merlato alla guelfa, le torri ognuna di tre, il fastigio di otto, chiuso di nero, finestrato dello stesso, due in fascia in ogni torre, quattro nel corpo del castello, in fascia sotto la merlatura; esso castello fondato sulla campagna d'azzurro, fluttuosa d'argento, essa campagna caricata dalla trota, dello stesso. Ornamenti esteriori da Comune. Gonfalone: Drappo di bianco con la bordatura d'azzurro… D.P.R. 22 settembre 2009 |           |
|                                                            | Castione Andevenno Troncato: il primo d'azzurro, al castello d'argento, aperto e finestrato di nero, merlato di cinque alla ghibellina, fondato sulla partizione, torricellato di un pezzo addestrato, finestrato di nero e merlato di tre alla ghibellina, accompagnato ai lati in capo da due rocchi di rosso; il secondo fasciato di quattro pezzi di rosso e d’argento, le pezze del secondo caricate di tre rocchi del primo posti 2, 1. D.P.R. 13 giugno 2013 Gonfalone: drappo di bianco alla bordura di rosso… |           |
|                                                            | Cedrasco Partito: nel primo, di rosso, a tre monti d'argento posti 2, 1; nel secondo, d'azzurro, alla fascia d'argento. Il capo d'oro, all'albero sradicato al naturale. Ornamenti esteriori da Comune. |           |
|                                                            | Cercino Partito: nel primo, di rosso, all'arcangelo Michele in maestà in completa armatura, ammantata, aureolato, le ali abbassate ed il braccio sinistro flesso con la mano destra impugnante una spada nell'atto di trafiggere un drago con la testa in palo sotto i suoi piedi, il tutto d'argento; nel secondo, d'argento, con le tre macine di mulino di rosso forate in rombo del campo ed ordinate in sbarra. Ornamenti esteriori da Comune. |           |
|                                                            | Chiavenna Di rosso, all'aquila di nero, linguata di rosso, coronata con corona alla antica di tre punte, d'argento, afferrante all'altezza degli ingegni, posti all'insù e volti verso i fianchi dello scudo, due chiavi di argento, decussate, con impugnature quadrifogliate, munite di cinque fori del campo, la chiave in sbarra attraversante. Ornamenti esteriori da Città. D.P.R. 7 agosto 1990 Gonfalone: Drappo di bianco bordato di rosso… D.P.R. 7 agosto 1990 |           |
|                                                            | Chiesa in Valmalenco Interzato in fascia: nel primo, d'oro all'aquila di nero, rostrata e coronata del campo, linguata di rosso; nel secondo, d'azzurro alla chiesa al naturale, col campanile posto a destra; nel terzo, bandato d'argento e d'azzurro. Ornamenti esteriori da Comune. Gonfalone: Drappo partito di bianco e d'azzurro… |           |
|                                                            | Chiuro D'argento alla croce leggermente patente di rosso. Ornamenti esteriori da Comune. |           |
|                                                            | Cino Partito, semitroncato: nel primo, d'oro alla torre d'azzurro, sostenuta da una collina trapezoidale, erbosa al naturale, fondata in punta; nel secondo, di rosso a due spighe di sefale, d'argento gambute poste in decusse; nel terzo, d'azzurro alla pannocchia di granoturco, d'oro, gambuta e fogliata dello stesso posta in palo. Ornamenti esteriori da Comune. |           |
|                                                            | Civo D'argento, alla vite pampinosa di verde, accollata al suo calocchio di legno al naturale, curva con un grappolo rosso vinato, pendente a destra nodrita su un monte all'italiana di verde, movente dalla punta, l'insieme attorniato da dodici stelle a sei raggi d'azzurro. Ornamenti esteriori da Comune. |           |
|                                                            | Colorina Campo di cielo, alla mucca al naturale brucante sulla campagna erbosa e passante su un abete di verde e nodrito al naturale; al cantone franco di rosso carico di una corona d'oro. Ornamenti esteriori da Comune. |           |
|                                                            | Cosio Valtellino D'oro, al castello di rosso, merlato alla ghibellina, aperto e finestrato del campo. Ornamenti esteriori da Comune. Gonfalone: Drappo partito di rosso e di giallo… |           |
|                                                            | Dazio Inquartato: nel primo e nel terzo, di rosso all'inferiata d'argento composta da due sbarre orizzontali e tre verticali; nel secondo e nel quarto, di rosso al cigno d'argento, beccato, linguato e palmato d'oro. Ornamenti esteriori da Comune. |           |
|                                                            | Delebio Di rosso, a due spade d'argento poste in decusse con le punte verso il basso, accompagnate in capo da un castello del secondo, merlato alla ghibellina, aperto e finestrato del campo. Ornamenti esteriori da Comune. |           |
|                                                            | Dubino Troncato: nel primo, d'azzurro a tre spighe di frumento d'oro, poste in palo, una accanto all'altra; nel secondo, di rosso al vitello d'argento passante sopra un terrazzo di verde. Ornamenti esteriori da Comune. Gonfalone: Drappo troncato di rosso e d'azzurro… |           |
|                                                            | Faedo Valtellino Partito: nel primo, d'oro al faggio al naturale nodrito sulla pianura di verde; nel secondo, interzato in fascia nel primo e nel terzo di rosso pieno, nel secondo d'azzurro alla stella raggiata di otto d'oro. Ornamenti esteriori da Comune. D.P.R. 19 luglio 1999 Gonfalone: Drappo partito d'azzurro e di giallo… D.P.R. 19 luglio 1999 |           |
|                                                            | Forcola Troncato semipartito: nel primo, d'azzurro alla mitra vescovile d'oro, caricata di una crocetta di rosso, con le infule rivolte verso l'alto, attraversante il pastorale d'oro, posto in banda, con il manico ricurvo, posto nell'angolo destro del capo; nel secondo, di rosso, alla mucca d'argento, pezzata di nero, ferma sulla pianura di verde. Ornamenti esteriori da Comune. |           |
|                                                            | Fusine D'azzurro, alla fascia d'argento carica di altra fascia diminuita di rosso. Il capo d'argento all'incudine di nero. Ornamenti esteriori da Comune. |           |
|                                                            | Gerola Alta D'argento, al camoscio al naturale, attento e poggiato su tre monti di verde ed accostato nel cantone sinistro del capo da una stella alpina pure al naturale. Ornamenti esteriori da Comune. |           |
|                                                            | Gordona Partito, semitroncato: il primo, d'azzurro, alla torre quadrata d'argento, murata di nero, priva di merli, munita del sopralzo rettangolare, dello stesso, con apertura tonda a guisa di porta, di nero, protetta da cinque ferri ritondati d'argento, posti a guisa di griglia, essa torre fondata sulla rupe d'argento, fondata in punta ed uscente dai fianchi; il secondo, d'oro, alla spada d'argento, posta in banda, con la lama sostenente il mantello di San Martino drappeggiato, di rosso; il terzo, di rosso, alla banda diminuita d'argento. Ornamenti esteriori da Comune. |           |
|                                                            | Grosio D'argento, alla croce di rosso accompagnata nei quattro cantoni dalle lettere maiuscole G, R, O, S, di nero. Ornamenti esteriori da Comune. Gonfalone: Drappo troncato di rosso e di bianco… |           |
|                                                            | Grosotto Di rosso alla biscia ondeggiante in palo d'argento. Ornamenti esteriori da Comune. Gonfalone: Drappo di bianco bordato di rosso…' |           |
|                                                            | Livigno Partito: nel primo, di rosso alla croce d'argento; nel secondo, d'azzurro alla figura della Vergine Maria in maestà d'argento, coronata d'oro, tenente tra le sue braccia Gesù Bambino che regge tra le mani un globo d'oro. Ornamenti esteriori da Comune. Gonfalone: Drappo partito d'azzurro e di rosso… |           |
|                                                            | Madesimo Il comune riconosce quale proprio stemma e gonfalone l'antica bandiera della valle San Giacomo Statuto comunale, art. 3 A dispetto di queste disposizioni, risultano in uso de facto anche uno stemma e un gonfalone. | Bandiera  |
|                                                            | Mantello D'azzurro, al leone d'oro, attraversato da una banda diminuita ed abbassata di rosso. Ornamenti esteriori da Comune. |           |
|                                                            | Mazzo di Valtellina Di verde, alla croce patente e scorciata d'argento. Ornamenti esteriori da Comune. Gonfalone: Drappo di sei fasce triangolate di verde e di bianco, riccamente ornato di ricami d'argento e caricato dallo stemma comunale con l'iscrizione centrata in argento, recante la denominazione del Comune. Le parti di metallo ed i cordoni saranno argentati. L'asta verticale sarà ricoperta di velluto dei colori del drappo alternati, con bullette argentate poste a spirale. Nella freccia sarà rappresentato lo stemma del Comune e sul gambo inciso il nome. Cravatta con nastri tricolorati dai colori nazionali frangiati d'argento. Bandiera: Drappo di verde, alla croce patente scorciata di bianco con la bordatura triangolata di verde e di bianco. DPR del 9 dicembre 2021                                                                   |           |
|                                                            | Mello D'azzurro, alla fascia d'argento accompagnata in capo da tre stelle raggiate di sei del secondo ordinate in fascia. Ornamenti esteriori da Comune. |           |
|                                                            | Mese D'argento, al castagno sradicato al naturale con accollata al tronco una vite pampinosa di verde, curva sotto il peso di un grappolo rosso vinato pendente a sinistra; la bordura d'azzurro. Ornamenti esteriori da Comune. |           |
|                                                            | Montagna in Valtellina D'azzurro, al castello d'argento, aperto, murato e finestrato di 4, poste 2, 2, una sull'altra di nero, esso castello torricellato di due, il fastigio merlato di tre, le torri di due, accompagnato in capo dalla vite pampinosa di verde, accollata al suo calocchio di legno al naturale, curva sotto il peso di un grappolo di porpora, il tutto fondato alla campagna di rosso. Ornamenti esteriori da Comune. |           |
|                                                            | Morbegno Di rosso, a due chiavi di argento, decussate, con impugnature quadrifogliate, d'oro, la chiave in sbarra attraversante, alla spada d'argento, guarnita d'oro, posta in palo e attraversante. Ornamenti esteriori di Città. |           |
|                                                            | Novate Mezzola D'azzurro, alla fascia d'argento, al monte di tre cime, poste 2, 1, di verde, sul tutto. Ornamenti esteriori di Comune. |           |
|                                                            | Pedesina D'azzurro, alla sbarra ondata d'argento al monte di sei cime, poste 1, 2, 3. Ornamenti esteriori di Comune. Gonfalone: Drappo partito di bianco e d'azzurro… |           |
|                                                            | Piantedo Partito: nel primo, d'azzurro alla pianta di castagno fogliata di verde, fruttata e nodrita sulla pianura, il tutto al naturale; nel secondo, d'argento, alla torre di rosso, merlata alla guelfa, aperta e finestrata di nero. Ornamenti esteriori di Comune. |           |
|                                                            | Piateda Semitroncato partito: nel primo, d'azzurro, a quattro stelle raggiate di otto, poste 1, 2, 1, d'oro; nel secondo, di verde, alla fascia diminuita, ondata, d'argento; nel terzo, d'argento, al leone di rosso, con la coda forcata. Ornamenti esteriori da Comune. D.P.R. 17 ottobre 1995 Gonfalone: Drappo partito di bianco e di rosso… |           |
| Stemma utilizzato dal Comune nelle comunicazioni ufficiali | Piuro D'argento, all'aquila di nero, armata e rostrata d'oro, linguata di rosso e accompagnata in capo da una corona d'oro. Ornamenti esteriori di Comune. Bandiera: Drappo di bianco. |           |
|                                                            | Poggiridenti Partito: nel primo, d'azzurro alla torre quadrata d'oro posta di spigolo, fondata sulla pianura di verde; nel secondo, d'oro al grappolo d'uva di porpora, fogliato di verde accompagnato dalla pianura del secondo. Ornamenti esteriori di Comune. |           |
|                                                            | Ponte in Valtellina Di rosso, al canton franco di verde, alla croce patente scorciata d'oro attraversante sul tutto. Ornamenti esteriori di Comune. Gonfalone: Drappo di giallo con la bordatura di rosso, riccamente ornato di ricami d'argento e caricato dallo stemma comunale con l'iscrizione centrata in argento, recante la denominazione del Comune: "COMUNE DI PONTE IN VALTELLINA". Le parti di metallo ed i cordoni sono argentati. L'asta verticale è ricoperta di velluto dei colori del drappo, alternati, con bullette argentate poste a spirale. Nella freccia è rappresentato lo stemma del Comune e sul gambo inciso il nome. Cravatta con nastri tricolorati dai colori nazionali frangiati d'argento. D.P.R. 3 novembre 2009 |           |
|                                                            | Postalesio Bandato d'azzurro e d'argento alla fascia del secondo sul tutto. Ornamenti esteriori di Comune. |           |
|                                                            | Rasura D'azzurro, al castagno di verde, fruttato di quattro d'oro, fustato al naturale, nodrito nella pianura di verde, al capo di rosso, caricato di tre campane d'oro, ordinate in fascia e sostenuto dal filetto d'argento. Ornamenti esteriori da Comune. D.P.R. n. 3504 del 17 maggio 1986 Gonfalone: Drappo di bianco… |           |
|                                                            | Rogolo Trinciato: nel primo, d'argento, alla torre di rosso, murata e chiusa di nero, merlata alla ghibellina di cinque; nel secondo, d'azzurro, alla quercia sradicata, d'oro. Ornamenti esteriori da Comune. D.P.R. n. 3504 del 17 maggio 1986 Gonfalone: Drappo trinciato d'azzurro e di bianco… |           |
|                                                            | Samolaco Troncato: nel primo, d'argento, al castello al naturale, merlato alla guelfa fondato sulla campagna d'azzurro; nel secondo, di rosso a due palme decussate di verde. Ornamenti esteriori di Comune. R.D. 11 febbraio 1941 Gonfalone: Drappo partito di bianco e di rosso… |           |
|                                                            | San Giacomo Filippo |           |
|                                                            | Sernio Interzato in fascia: nel primo, d'oro all'aquila di nero, rostrata e coronata d'oro, linguata di rosso; nel secondo, d'argento al leone passante di rosso; nel terzo, sbarrato di rosso e d'oro. Ornamenti esteriori di Comune. D.P.R. 24 febbraio 1995 |           |
|                                                            | Sondalo Interzato in fascia: nel primo, d'oro all'aquila di nero, coronata del primo; nel secondo, di rosso all'agnello passante d'argento tenente tra le zampe anteriori un vessillo d'argento carico di una croce di rosso; nel terzo, d'azzurro a tre monti di verde uscenti dalla punta ognuno sormontato da un giglio d'argento. Ornamenti esteriori di Comune. |           |
|                                                            | Sondrio D'azzurro, alle due spade decussate d'argento, manicate d'oro, con le punte rivolte verso l'alto, accollate a due rami di palma al naturale di verde pure decussate, accompagnate in capo da un giglio d'oro. Ornamenti esteriori di Città. D.P.C.M. 28 ottobre 1946 Gonfalone: Drappo partito d'azzurro e di bianco riccamente ornato di ricami d'oro, caricato dallo stemma comunale con l'iscrizione centrata in oro: "CITTA' DI SONDRIO". Le parti di metallo ed i cordoni sono dorati. L'asta verticale è ricoperta di velluto d'azzurro con bullette dorate poste a spirale. Nella freccia è rappresentato lo stemma della Città e sul gambo inciso il nome. Cravatta e nastri tricolorati dai colori nazionali frangiati d'oro. |           |
|                                                            | Spriana Di verde, al palo d'argento, alla mucca di razza alpina al naturale, collarinata di nero e affibbiata d'oro col campanaccio dello stesso, sostenuta da una campagna cucita di verde attraversante sul tutto. Ornamenti esteriori di Comune. |           |
|                                                            | Talamona D'oro, alla campagna di verde, caricata da tre montagne dello stesso, quella centrale più elevata; il tutto sormontato in capo da un ramo di castagno al naturale in fascia, fogliato di sei e fruttato di tre ricci aperti. Ornamenti esteriori da Comune. D.P.R. n. 2092 del 26 aprile 1983 Gonfalone: Drappo partito di giallo e di verde… |           |
|                                                            | Tartano |           |
|                                                            | Teglio Campo di cielo, alla raffigurazione naturalistica della torre locale emergente dalla sommità di un monte di verde, movente dalla punta con radicati tre abeti al naturale. Ornamenti esteriori di Comune. |           |
|                                                            | Tirano Partito: d'argento e di rosso al castello al naturale, turrito di tre pezzi, aperto e finestrato del campo, sormontato da un'aquila di nero, rostrata e coronata d'oro, linguata di rosso. Ornamenti esteriori di Comune. Gonfalone: Drappo partito di rosso e di bianco… |           |
|                                                            | Torre di Santa Maria D'azzurro, alla torre d'argento, merlata alla guelfa, posta su un monte trapezoidale di verde uscente dalla punta e accompagnata in capo da due lettera M d'oro intrecciate tra loro. Ornamenti esteriori di Comune. Gonfalone: Drappo partito d'azzurro e di rosso… |           |
|                                                            | Tovo di Sant'Agata D'argento, al toro di nero fermo sul ponte di tre arcate in pietra al naturale, sopra una campagna d'azzurro. Ornamenti esteriori di Comune. |           |
|                                                            | Traona Di rosso al cigno al naturale. Ornamenti esteriori di Comune. |           |
| Stemma in versione aulica                                  | Tresivio Interzato in fascia: nel primo, d'oro, all'aquila bicipite di nero armata e rostrata del primo e linguata di rosso; nel secondo d'argento, a due chiavi decussate, una d'argento, l'altra d'oro, con gli ingegni addossati verso l'alto ed attraversate da una spada alta in palo d'argento, guarnita d'oro, attraversante il tratto dell'interzato; nel terzo, di rosso, allo scudetto confinante in capo e in punta d'oro, carico di tre tondi di nero forati d'argento, bordati dello stesso, posti 2, 1; lo scudetto accompagnato ai lati da due croci piane d'argento. Ornamenti esteriori di Comune. Gonfalone: Drappo troncato di rosso e di bianco… |           |
|                                                            | Val Masino D'argento, alla fascia d'azzurro accompagnata in capo da una stella raggiata di sei del secondo e in punta da un monte araldico di tre cime di verde. Ornamenti esteriori di Comune. |           |
|                                                            | Valdidentro |           |
|                                                            | Valdisotto Di rosso, alla banda d'azzurro accompagnata in punta da un monte di tre cime di verde. Il capo d'azzurro alla muraglia di rosso, merlata alla guelfa, turrita nel mezzo e aperta del campo. Ornamenti esteriori di Comune. |           |
|                                                            | Valfurva Partito: nel primo, d'argento alla testa di camoscio, strappata, al naturale; nel secondo, di verde alla fontana zampillante d'argento. Ornamenti esteriori di Comune. |           |
|                                                            | Verceia D'azzurro, alla fascia d'argento accompagnata in punta da un monte di tre cime, la centrale più alta, di verde. Ornamenti esteriori da Comune. Gonfalone: Drappo di bianco… |           |
|                                                            | Vervio Troncato con ambo le estremità semipotenziate-oblique all'ingiù: nel primo, partito di cannellato e d'oro, al capro selvatico passante di rosso, sostenuto dalla troncatura ed attraversante la partizione, accompagnato in capo a sinistra da tre frecce del primo, poste in fascia l'una sull'altra con le punte a destra; nel secondo controfasciato d'oro e di cannellato, ogni pezza ripetente il parallelismo del tratto troncante. Ornamenti esteriori di Comune. |           |
|                                                            | Villa di Chiavenna Gonfalone: Drappo di bianco… |           |
|                                                            | Villa di Tirano D'argento, alla fascia di rosso, accompagnata in capo da tre stelle d'azzurro, ordinate in fascia, la centrale, leggermente più grande. Ornamenti esteriori di Comune. Gonfalone: Drappo partito di bianco e di rosso… |           |

## Ex comuni
| Stemma | Ex Comune e blasonatura                                                              | Gonfalone |
| ------ | ------------------------------------------------------------------------------------ | --------- |
|        | Menarola (Con Legge Regionale del 6 novembre 2015 incorporato nel Comune di Gordona) |           |